# Vojtěch Věchet
Vojtěch Věchet (8. února 1912, Nymburk – 6. září 1988) byl český fotbalista, brankář, československý reprezentant.

## Sportovní kariéra
Je dvojnásobným mistrem Československa z roku 1938 a 1939 – oba tituly získal v dresu Sparty Praha. Do Sparty přišel z Polabanu Nymburk.
Za československou reprezentaci odehrál v letech 1937–1939 pět utkání. Byl jejím 15. brankářem v historii.